# Tele Úbeda
Tele Úbeda fue un canal generalista de televisión privada, a nivel comarcal que transmitió para Úbeda y su comarca desde noviembre de 1985 hasta junio de 2010, donde cesó sus emisiones por no haber conseguido la licencia de TDT que le permitiría seguir transmitiendo.

## Historia
La emisora fue fundada en el año 1985 y siguió el modelo de vídeo comunitario por cable que imperaba en Andalucía en los años 1980, difundiendo películas, dibujos animados y contenido de entretenimiento en general, combinando esta programación con programas de actualidad local, deportivos e informativos. Debido a restricciones en el cableado de la zona histórica de Úbeda, a finales de ese mismo año, se sustituyó el sistema de televisión por cable por un sistema de emisión televisiva mediante ondas electromagnéticas, de esta forma y sin pretenderlo, Tele Úbeda fue de las primeras televisiones locales en transmitir mediante ondas en toda Andalucía aunque mediante suscripción, las personas que no estaban abonadas al servicio no tenían acceso a la señal. En 1989 y ante las dificultades de continuar siendo un vídeo comunitario que combinaba la emisión de películas y series con programas de carácter local, se adoptó la modalidad de televisión local en abierto, transmitiendo durante más de 12 horas en continuo. En este año se popularizaron programas de entrevistas como La voz de la calle, El informativo, El zangalitrón, Vértigo, Entrevista a fondo, Úbeda agrícola” y Mágina —estos últimos presentados por el comunicador local Eduardo Jiménez Torres— combinados con la emisión de series, películas y dibujos animados, hasta incluso cortometrajes y series de producción local o propia. Esto, unido a las deficiencias de señal de las cadenas nacionales en ciertas zonas de Úbeda, otorgó unos índices de audiencia muy elevados, siendo el espacio de noticias El informativo uno de los más seguidos en su zona según un estudio del año 2002. También fue pionera en la creación de programas de videncia y call TV, en el año 1994 una vidente local realizaba un programa donde mediante una línea de tarificación normal atendía las peticiones de los espectadores, gozando de muy buena acogida. En el año 2000 se amplió la cobertura de la señal, con un nuevo transmisor de 500 W de potencia nominal utilizando para ello el canal radioeléctrico 21 de la UHF analógica, obteniendo una cobertura de la mayor parte de la provincia de Jaén.

### Polémica por la no obtención de la licencia TDT
En el año 2008, Tele Úbeda concurrió al concurso de TDT local convocado por el consejo de Gobierno de la Junta de Andalucía. Pese a ser la televisión con mayor índice de audiencia, mayor seguimiento y cobertura en la comarca, quedó fuera del concurso, estando obligada en junio de 2010 a cesar sus emisiones para siempre, el encargado de difundir el comunicado de cierre sería el comunicador local Antonio Ruiz Resa, en el que textualmente citó que «para asegurar la correcta transición a la TDT Tele Úbeda debe cesar sus emisiones, no es un adiós es un hasta luego» para minutos después desactivar su señal en analógico. En 2015, el equipo jurídico de esta cadena consiguió una sentencia favorable del TSJA que aparte de sentar jurisprudencia, conseguía la anulación de la resolución del concurso en 2008 por lo que todas las concesiones que habían sido impugnadas por los distintos operadores que habían quedado sin licencia en determinadas demarcaciones, habían quedado en un limbo legal, la situación se resolvió en junio de 2018 con la readjudicación de estas licencias. En noviembre de 2018, cuando ni habían pasado cinco meses desde la última adjudicación, el TSJA dio la razón a Tele Úbeda y a otras seis empresas más, anulando las 98 licencias otorgadas en junio de 2018 amparándose en que «las directivas europeas prohíben cualquier tipo de restricción a la libertad de establecimiento, ya que exigen en el mercado europeo de servicios de comunicación audiovisual libre competencia e igualdad de trato y el derecho fundamental a la libertad de establecimiento.

## Programas
Muchos han sido los programas que han existido durante la historia de la emisora:
- Penitente: programa de actualidad cofrade.
- Tentadero: actualidad taurina.
- Pórtico: actualidad cultural.
- Cocina de andar por casa: cocina.
- Espacio de empresa: actualidad empresarial de la comarca.
- Entre nosotros: entrevistas intimistas.
- La voz de la calle: entrevistas ciudadanas sobre temas de actualidad.
- Mágina: programa de entrevistas cultural.
- Úbeda agrícola: análisis de la actualidad olivarera.
- Hablando claro: entrevistas.
- Vértigo: vídeos musicales.
- El zangalitrón: actualidad juvenil.
- En verano, nos quedamos: entrevistas en verano.
- Deportes TvU: actualidad deportiva local y comarcal.
- El informativo-La comarca: noticias y actualidad.
- Entrevista a fondo: entrevistas a personalidades, con Constancio Cortés.
- Úbeda en el recuerdo: programa realizado con extractos del archivo de la cadena en las últimas semanas de existencia.